# Revue parisienne

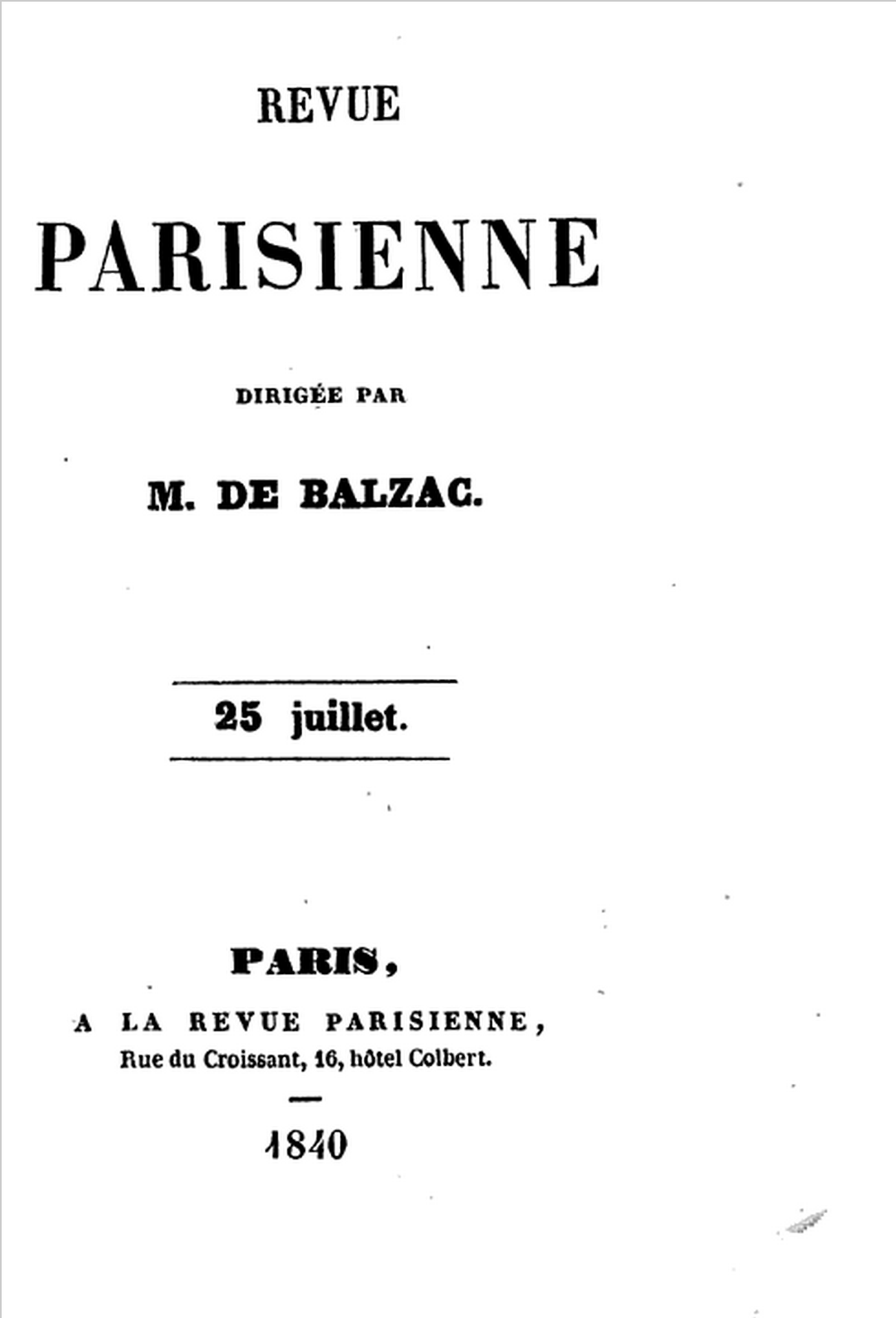
Deckblatt der Revue parisienne 1840

Revue parisienne, dirigee par M. de Balzac war eine kurzlebige literarische und politische Zeitschrift, die von Honoré de Balzac 1840 herausgegeben wurde.

## Geschichte der Zeitschrift
Trotz des Fehlschlags mit der Vorgänger-Zeitschrift La Chronique de Paris (1835/36) wagte Balzac 1839 erneut mit der Gründung einer Zeitschrift ins Pariser Pressewesen Eingang zu finden, nachdem Alphonse Karr Les Guelpes, „eine kleine Zeitschrift politisch-literarischer Kampfnatur“ gegründet hatte und sofort eine Auflage von 20.000, später 30.000 Exemplaren monatlich absetzen konnte. Dies brachte Balzac auf die Idee, diesmal im Alleingang eine Zeitschrift herauszubringen.
In einer Einleitung formulierte Balzac seine Ziele:
„Die ‚Komödie der Regierung‘ unter Aufzeigung der Kulissen des politischen Lebens schildern; auf lierarischem Gebiet, wo die Kritik ‚der Ehrlichkeit ermangelt‘, die Wahrheit sagen; und schließlich der Abdruck unveröffentlichter Fragmente aus seinen eigenen Romanen.“
Als Geschäftsführer wählte er Armand Dutacq (1810–1856), Herausgeber der Zeitung Le Siècle, der auch die Herstellung übernahm; die Gewinne sollten hälftig geteilt werden. In der Revue parisienne veröffentlichte Balzac in der ersten Ausgabe (25. Juli 1840) u. a. seine Novelle Z. Marcos, ferner die Erzählung Les Fantaisies de Claudine; außerdem schrieb er politische Artikel (u. a. über die Streikbewegungen von 1840 in dem Artikel Über die Arbeiter) und Literaturkritiken über Henri de Latouche, Eugène Sue, Sainte-Beuve und den damals noch weitgehend unbekannten Stendhal. Während er Sainte-Beuve scharfzüngig attackiert (zu dessen Buch Port-Royal meinte er „Liest man Sainte-Beuve, so fällt Langeweile wie ein feiner dünner Regen herab, der einen schließlich bis auf die Knochen durchnäßt“), lobt er Stendhal (den er Frédéric Stendalh schrieb) für sein Buch Die Kartause von Parma („ich empfand in meiner Seele jenes Glücksgefühl, das durch eine schöne Tat hervorgerufen wird...“) Balzac war zu dieser Zeit (neben Goethe) der erste, der die literarische Bedeutung von Stendhals Roman erkannte.
Die Revue parisienne erlebte lediglich drei Ausgaben und brachte Balzac und seinem Teilhaber 1800 Francs Verlust ein. Karl Spazier schrieb 1840: „Wir sprachen unterwegs von der neuen Revue parisienne von Balzac, die, beiläufig gesagt, Alles übertrifft, was in diesem Genre noch erschienen ist. [...] Die literarische Kritik ist streng, aber gerecht. [...] Ich zweifle, ob die Revue parisienne Erfolg haben wird, sie ist zu gerecht und zu wahr...“
Balzacs Beiträge für die Zeitschrift fanden später Aufnahme in Balzac, Lettres sur la littérature, Oeuvres complètes, 40.